# Ram Trucks
Ram Trucks er en amerikansk producent af små- og mellemstore pickupper. Firmaet blev etableret i 2009 som en ny division under Chrysler Group LLC og fik navnet fra den populære Dodge Ram, som nu er flagskibet i det nye selskabs modelrække.
Efter et fusions-forløb kom denne virksomhed (Ram Trucks) efter sigende til at høre under Stellantis.
Bilerne bærer Dodges væddersymbol, og forhandles stadig gennem det samme forhandlernetværk.[kilde mangler]
De klassiske Dodge Ram modeller var mindre eller mellemstore pickupper, men blev også forhandlet i Chassis Cab (de)-versioner, dvs. som chassis uden lad, typisk designeret specielle formål, såsom ambulancer eller andet.
De nye Ram Trucks sælges ikke i Europa, men det er dog muligt for forhandlere at specialimportere modeller efter behov.

## Modeller
- Dodge Ram - den klassiske pickup introduceret i 1981.

### Nyere modeller
- Ram - videreproduktion af pickup-modellen.
- Ram Dakota – en pickup med overdækket lad og en videreproduktion af Dodge Dakota. Produktionen ophørte 2011.
- Ram ProMaster − i franchise med Fiat, en varebil baseret på varevognen Fiat Ducato, siden 2015 med flere forskellige typer der også produceres efter Fiat-modeller. Produktionen af Ram Promaster varetages øjensynligt af Chryslers erhvervsvirksomhed i Mexico.